# Les Vacances de Noël
Pour plus de détails, voir Fiche technique et Distribution.
Les Vacances de Noël est un film belge réalisé par Jan Bucquoy en 2005.

## Synopsis
Deux belges, Noël Godin et Jan Bucquoy, après une vie sentimentale déjantée, une carrière artistique tumultueuse, repartent à l'assaut de la société du spectacle, incarnée par le Festival de Cannes 2004. Cet univers, où l'image manipule la substance, sera le théâtre du conflit des sentiments entre les générations, au travers de rencontres hétéroclites, parfois douces-amères, mais toujours touchantes. Dans ce documentaire romancé, la quête presque effrénée d'amour et de jeunesse traduit un refus du temps qui passe, et de la fin qu'il annonce. Le film mélange, outre la référence aux vacances dans le titre du film, le burlesque de Les Vacances de monsieur Hulot et l'histoire du voyage au festival de cinéma de Cannes dans Les Vacances de Mr. Bean.

## Commentaire
Les aventures intrépides de deux sexagénaires au Festival de Cannes 2004 développées par la caméra sardonique de Jan Bucquoy. Les filles disent : « Le mariage, cela ne m'intéresse pas, je n'y pense même pas, par contre ma vie sexuelle ça va très bien ! ». Édouard Baer se moque des sentiments romantiques mais il a peur de la mort, Noël Godin est montré comme un vieux drageur de jeunes filles et Jan Bucquoy est conscient du fait qu'il entre dans l'automne de sa vie. Psychologie réussie de la confrontation de deux générations: les soixante-huitards et la génération deux mille + cinq.

## Fiche technique
- Réalisateur : Jan Bucquoy
- Scénario : Jan Bucquoy
- Producteur : Francis De Smet
- Pays d'origine : Belgique
- Genre : comédie sentimentale
- Durée : 80 minutes
- Date de sortie : 11 mars 2005, Bruxelles.
- Montage : Nelly Merriguet
- Son : Marc Doutrepont

## Distribution
- Noël Godin
- Jan Bucquoy
- Clotilde Delcommune
- Édouard Baer
- Yolande Moreau
- Bérénice Sand
- Farah Kay

## Monologue d'un acteur
« Je cherche à voir ce qu'on appelle l'amour fusionnel, ça me fascine, la symbiose.
Mais ce n'est pas douloureux, est-ce que ce n'est pas se mettre dans un état de souffrance ?
Oui, mais comme on va mourir, c'est bien de se dire qu'après la mort, on ne sera pas seuls non plus, c'est bien d'être avec quelqu'un.
Ce qui est terrible, c'est de désirer parfois des gens avec lesquels on sent qu'on aura pas de sentiments.
C'est d'avoir une sexualité très séparée de ses sentiments, c'est un des problèmes de la vie aussi.
Les sentiments, ce n'est pas une chose intellectuelle, ça ne s'explique pas, ça se ressent, et tout ce qui se ressent ne s'explique pas.
Ce qui permet aux gens qui ne sont pas intelligents d'être amoureux aussi ».
C'est un monologue d'Édouard Baer lui-même à propos de l'amour et de la vie sur la plage du Festival de cinéma à Cannes en 2004.